# Ateliers de Constructions A. Popineau

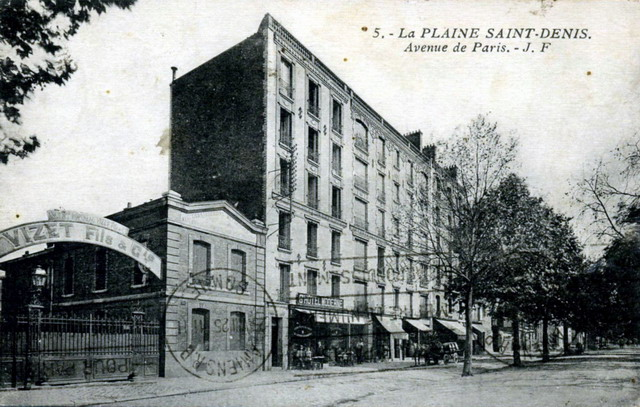
Fabrikeingang von Vizet Fils & Cie. in der Avenue de Paris 144 von La Plaine Saint-Denis

Die Ateliers de Constructions A. Popineau waren ein französischer Hersteller von Schienenfahrzeugen und Baumaschinen.

## Firmengeschichte
Das Unternehmen wurde am 1. Juni 1897 als Popineau, Vizet Fils & Cie in der Avenue de Paris 144 von Saint-Denis als Werkstätte für mechanische Konstruktionen gegründet. Das Unternehmen hatte seine Geschäftsräume in der Rue du Landy 17 in La Plaine Saint-Denis. Ein Hauptstadt-Büro gab es um 1901 in der Rue de Dunkerque 23 von Paris.
1909 trennten sich die beiden Unternehmen, bildeten aber 1920 als Comptoir du matériel pour les travaux publics, les mines et l’industrie ein Kartell. Popineau & Cie war noch Ende der 1930er Jahre aktiv.

## Produkte

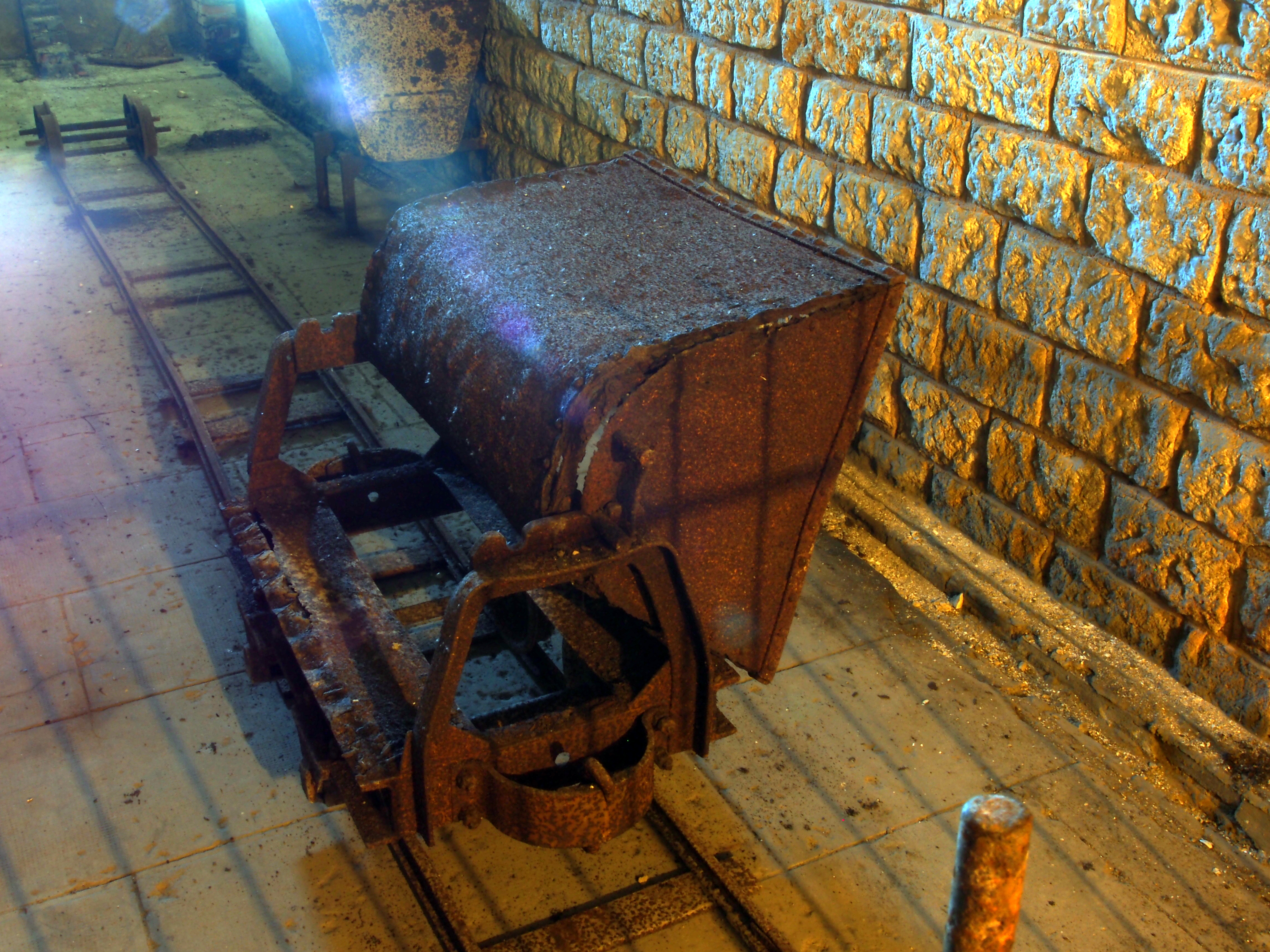
Kipplore im Fort Douaumont

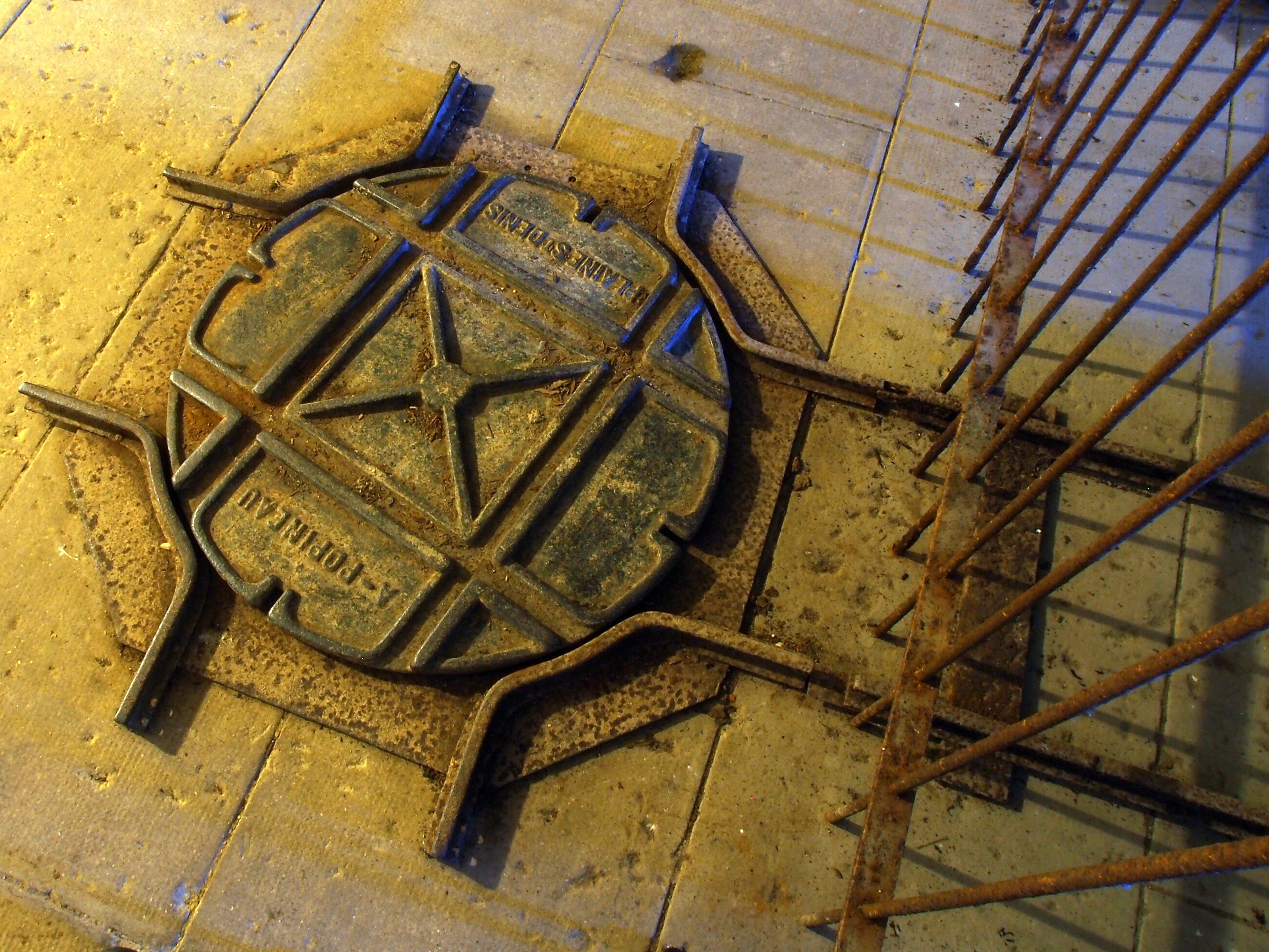
Drehscheibe im Fort Douaumont

Wichtige Produkte waren Schmalspur-Kipploren mit 300 bis 2000 Litern Fassungsvermögen, Gleismaterial sowie Betonmischmaschinen für das Mischen von 3 bis 12 m³ Beton pro Stunde.
Ein weiteres Produkt waren um 1932 zwei- und dreiachsige Schmalspur-Dampflokomotiven der folgenden Baureihen:
- Typ 1 mit zwei gekuppelten Achsen mit einem Leergewicht von 5 Tonnen
- Typ 2 mit zwei gekoppelten Achsen mit einem Leergewicht von 6,5 Tonnen
- Typ 3 mit drei gekoppelten Achsen mit einem Leergewicht von 8 Tonnen

Die Lokomotiven hatten eine Spurweite von 600 mm und waren für den Betrieb auf Baustellen konzeptioniert. Sie hatten eine Walschaerts-Steuerung mit zylindrischen Steuerungsventilen.

## Kunden
Popineau-Dampflokomotiven wurden unter anderem bei folgenden Unternehmen eingesetzt:
- Carrieres de Villeneuve-sur-Verberie, 1961 verschrottet[6]
- La Puce, Sablière de l'Oise

## Patente
- Patent  FR320236A: Dispositif de basculement pour wagon ou wagonnet. Angemeldet am 5. April 1902, veröffentlicht am 5. Dezember 1902, Anmelder: Societe Popineau, Vizet fild et Cie.‌
- Patent  FR342821A: Appareil pour la fabrication de gaz mixte. Angemeldet am 3. Mai 1904, veröffentlicht am 17. September 1904, Anmelder: Frantz Robert Boivinet, Societe Popineau, Vizet Fils & Cie, Erfinder: Frantz-Robert Boivinet.‌
- Patent  FR444633A: Système de wagonnet avec bascule à berce et taquets d'arret automatique de la caisse. Angemeldet am 5. Juni 1912, veröffentlicht am 22. Oktober 1912, Erfinder: Alphonse Popineau.‌
- Patent  FR16989E: Système de wagonnet avec bascule à berce et taquets d'arret automatique de la caisse. Angemeldet am 28. Dezember 1912, veröffentlicht am 26. Mai 1913, Erfinder: Alphonse Popineau (1re addition au breved d'invention No 444633).‌

## Weblinks

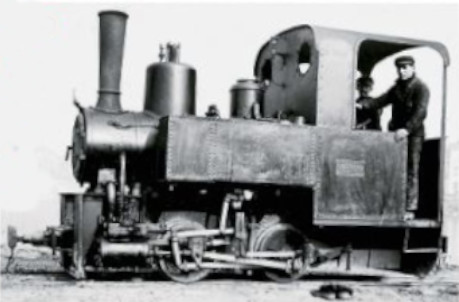
Popineau-Lokomotive